# FIFA
FIFA (Międzynarodowa Federacja Piłki Nożnej, skrót od fr. Fédération Internationale de Football Association) – międzynarodowa organizacja pozarządowa, zrzeszająca 211 narodowych federacji piłki nożnej: 185 państw, 3 państwa nieuznawane, 9 autonomii i 14 terytoriów zależnych (według stanu na 13 maja 2016). Oprócz reprezentacji w piłce nożnej mężczyzn istnieje jeszcze 178 reprezentacji w piłce nożnej kobiet.

## Organizacja

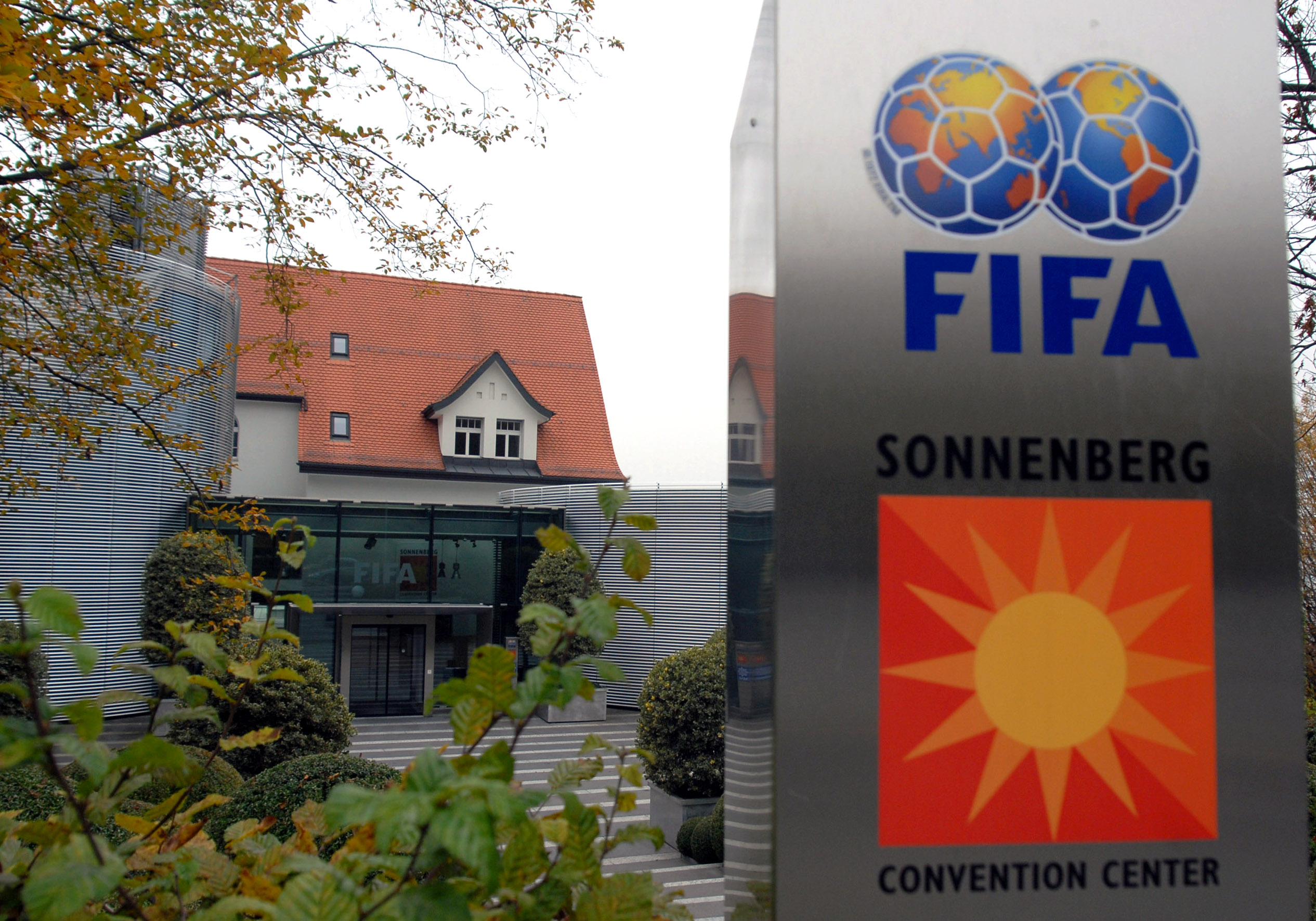
Siedziba FIFA, Zurych

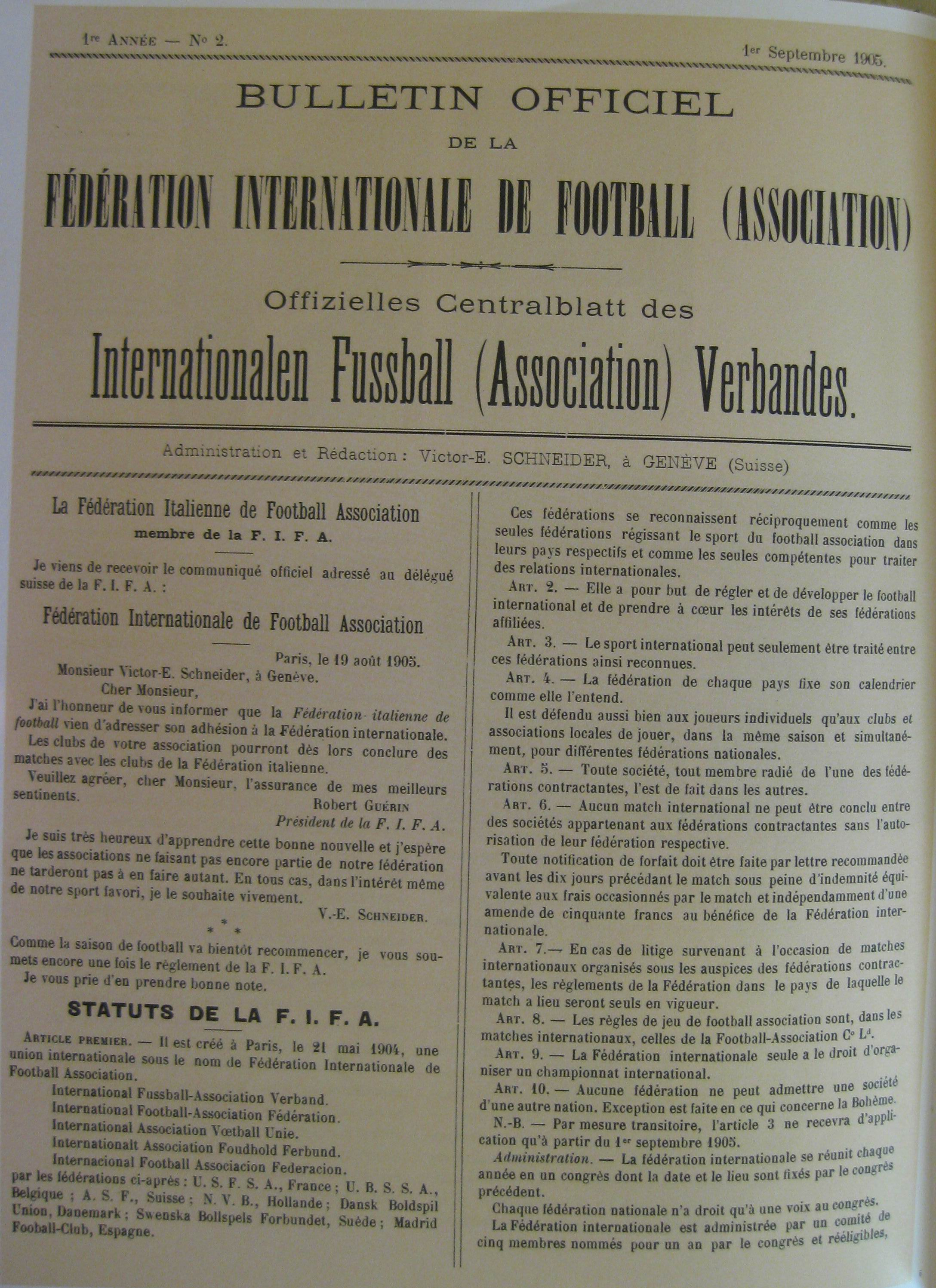
Biuletyn FIFA (1905 r.)

FIFA organizuje różnego typu pojedynki piłkarskie (turnieje olimpijskie, mistrzostwa świata kobiet i mężczyzn oraz grup młodzieżowych itp.) oraz ustala przepisy gry w piłkę nożną. Organizacja ta utrzymuje się głównie ze sprzedaży praw telewizyjnych, kontraktów reklamowych oraz biletów na mecze MŚ. Organizacja ta przeznacza pieniądze z Programu Pomocy Finansowej na rozwój techniczny w grze, rozwój futbolu młodzieżowego, medycynę sportową oraz na futsal dla ubogich krajowych federacji piłkarskich.
FIFA jest nadrzędną organizacją wobec federacji regionalnych:
- AFC – Azja
- CAF – Afryka
- CONMEBOL – Ameryka Południowa
- CONCACAF – Ameryka Północna, Środkowa i Karaiby
- OFC – Oceania
- UEFA – Europa.

## Historia

### Początki
FIFA została założona w Paryżu dnia 21 maja 1904 przez reprezentantów następujących krajów (federacji):
- Francji (Robert Guérin, André Espir)
- Belgii (Louis Muhlinghaus, Max Kahn)
- Danii (Ludvig Sylow)
- Holandii (Carl Anton Wilhelm Hirschmann)
- Szwecji (Ludvig Sylow)
- Szwajcarii (Victor E. Schneider)
- hiszpańskiego klubu Madryt CF (André Espir)
- Niemcy zrzeszyli się za pośrednictwem telegramu.

Pierwsze międzynarodowe mecze towarzyskie miały miejsce już w XIX wieku, więc musiała powstać organizacja, która będzie to wszystko kontrolować. Główną rolę w przyszłej federacji chciała odgrywać federacja angielska, która powstała już w roku 1863. Carl Hirschmann zaakceptował taką propozycję, jednak komitet wykonawczy Angielskiej Federacji Piłki Nożnej (FA) oraz Federacje Szkocji, Walii i Irlandii zwlekały z wydaniem opinii na ten temat. Francuz Robert Guérin oraz dziennikarz Matin stwierdzili, że dalsze oczekiwanie nie ma sensu. Po spotkaniu z belgijskim przedstawicielem Louisem Muhlinghausem ustalono, że FA nie będzie dyktowała warunków i rozesłano zaproszenia na spotkanie w sprawie kształtu przyszłej federacji, która miała być na wyższym poziomie niż FA.
Pierwszy statut FIFA określał następujące zasady:
- uznanie federacji innych krajów,
- zakaz gry zawodników dla różnych narodów,
- ujednolicenie zasad rozgrywania meczów,
- każda federacja musiała zapłacić 55 FF na rzecz FIFA,
- przejęcie przez FIFA obowiązku nadzorowania meczów międzypaństwowych.

### I Kongres
Na pierwszym kongresie FIFA (23–24 maja 1904) przewodniczącym został wybrany Robert Guérin. Victor E. Schneider i Carl Hirschmann zostali jego zastępcami. Louis Muhlinghaus został głównym sekretarzem i skarbnikiem, a jego asystentem Ludvig Sylow. 14 kwietnia 1905 roku Komitet Wykonawczy przyłączył do FIFA Anglię (FA). Był to pierwszy duży sukces nowej organizacji.

### II Kongres
Drugi kongres odbył się również w Paryżu w dniach 10–12 czerwca 1905 roku. W międzyczasie do FIFA przyłączyły się:
- Włoski Związek Piłki Nożnej
- Węgierski Związek Piłki Nożnej
- Austriacki Związek Piłki Nożnej
- Fiński Związek Piłki Nożnej
- Norweski Związek Piłki Nożnej
- Luksemburski Związek Piłki Nożnej.

Na tym kongresie Hirschmann zaproponował rozegranie międzynarodowych mistrzostw, które miały odbywać się w czterech grupach:
- I grupa – Anglia, Szkocja, Walia, Irlandia
- II grupa – Belgia, Francja, Hiszpania, Holandia
- III grupa – Austria, Szwajcaria, Węgry, Włochy
- IV grupa – Dania, Niemcy, Szwecja.

Cały turniej zamierzano przeprowadzić w Szwajcarii. Jednak do ostatniego dnia składania zgłoszeń (31 sierpnia 1905) nie wpłynęła żadna oferta.

### Kolejne kongresy
Na kolejnym kongresie w Bernie pod nieobecność przewodniczącego Guerina, przeprowadzono rozmowy z Danielem Burleyem Woolfallem (prezes FA), którego wybrano na nowego przewodniczącego. On za priorytet wziął ujednolicenie przepisów gry w piłkę nożną. Jednak wciąż głównym problemem, który trzeba było rozwiązać, to zorganizować mistrzowskie zawody międzynarodowe. Pierwsza sposobność nadarzyła się z okazji letnich igrzysk olimpijskich w Londynie, jednak większość problemów nie została rozwiązana aż do kolejnych Igrzysk Olimpijskich w Sztokholmie. Do tego czasu mecze traktowane były tylko jako widowisko, a nie współzawodnictwo. Pod wodzą angielskiego prezydenta duży postęp zrobiono na kanwie administracyjnej. Po raz pierwszy wydano biuletyn informacyjny FIFA. Do 1909 roku w skład federacji wchodziły tylko kraje europejskie, jednak już na przełomie roku 1909/1910 do grona FIFA dołączył Związek Południowej Afryki, w 1912 roku Rosja, w 1913 Argentyna, Chile i Kanada, a w 1914 Stany Zjednoczone. To był pierwszy krok ku połączeniu całego świata piłkarskiego pod wodzą jednej federacji.
W 1914 wraz z wybuchem I wojny światowej nastąpiła przerwa w rozwoju organizacji, jednak i tak cały czas toczyły się rozgrywki międzypaństwowe, organizowane na neutralnych boiskach. W roku 1918 umiera Daniel Burley Woolfall, jego śmierć bardzo spowalnia dalszy rozwój federacji, która od tego czasu była pod rządami Carla Hirschmanna, który odegrał bardzo dużą rolę w swoim kraju oraz całym sercem oddał się pracy na rzecz FIFA. Pod koniec wojny, z inicjatywy Jules’a Rimeta zaczął prowadzić rozmowy ze wszystkimi krajami, które były już włączone do organizacji. On również powołał spotkanie w Brukseli w 1919 roku. Kolejne spotkanie odbyło się w Antwerpii w 1920 roku, gdzie wybrano nowy zarząd. Prezydentem został Jules Rimet, jego zastępcą Louis Oestrup, natomiast Carl Hirschmann został wybrany jako Sekretarz Generalny. W roku 1921 FIFA liczyła 20 członków. Postanowiono, że turniej olimpijski będzie odbywał się zgodnie z zasadami ustalonymi przez FIFA i będzie uznawany za mistrzostwa świata amatorów. Już wtedy również pojawiła się myśl o organizacji turnieju mistrzostw świata. Na kolejnym kongresie w Amsterdamie 28 maja 1928 roku ustalono, że odbędą się pierwsze mistrzostwa świata w piłce nożnej. Gospodarz miał zostać wybrany spośród następujących krajów: Węgry, Włochy, Holandia, Hiszpania, Szwecja i Urugwaj. Od samego początku było wiadomo, że największe szanse ma Urugwaj, który był dwukrotnym mistrzem olimpijskim, a w roku 1930 obchodził 100. rocznicę odzyskania niepodległości.
Kongres w Barcelonie w 1929 roku zadecydował o tym, że Urugwaj będzie organizatorem I Mistrzostw Świata w piłce nożnej. Jednak ta decyzja nie była pozytywnie odebrana w Europie, która była w wielkim kryzysie gospodarczym, a podróż przez ocean była bardzo kosztowna. Nad turniejem pojawiły się czarne chmury.

### I Mistrzostwa Świata
Jednak ciężki wysiłek organizacyjny się opłacił i dnia 18 czerwca 1930 roku na stadionie Centenario w Montevideo odbyło się otwarcie I Mistrzostw Świata w piłce nożnej. W turnieju udział wzięło 13 zespołów:
- 4 z Europy
- 7 z Ameryki Południowej
- 2 z Ameryki Północnej.

Turniej zakończył się wielkim sukcesem sportowym i finansowym. Ustalono, że mistrzostwa będą odbywały się co 4 lata.

## Władze FIFA

### Przewodniczący FIFA
| Lp.  | Prezydent              | Federacja  | Kadencja  | Uwagi                                                    |
| ---- | ---------------------- | ---------- | --------- | -------------------------------------------------------- |
| 1.   | Robert Guérin          | Francja    | 1904–1906 |                                                          |
| 2.   | Daniel Burley Woolfall | Anglia     | 1906–1918 |                                                          |
| 3.   | Jules Rimet            | Francja    | 1921–1954 | mianowany Honorowym Przewodniczącym FIFA 21 czerwca 1954 |
| 4.   | Rodolphe Seeldrayers   | Belgia     | 1954–1955 |                                                          |
| 5.   | Arthur Drewry          | Anglia     | 1955–1961 |                                                          |
| 6.   | Sir Stanley Rous       | Anglia     | 1961–1974 | mianowany Honorowym Przewodniczącym FIFA 11 czerwca 1974 |
| 7.   | Dr João Havelange      | Brazylia   | 1974–1998 | mianowany Honorowym Przewodniczącym FIFA 8 czerwca 1998  |
| 8.   | Joseph Blatter         | Szwajcaria | 1998–2015 |                                                          |
| p.o. | Issa Hayatou           | Kamerun    | 2015–2016 |                                                          |
| 9.   | Gianni Infantino       | Szwajcaria | 2016–     |                                                          |

#### Wybory w 2016
| Wyniki głosowania na Przewodniczącego FIFA | Wyniki głosowania na Przewodniczącego FIFA | Wyniki głosowania na Przewodniczącego FIFA | Wyniki głosowania na Przewodniczącego FIFA |
| ------------------------------------------ | ------------------------------------------ | ------------------------------------------ | ------------------------------------------ |
| Kandydat                                   | Federacja                                  | Runda 1                                    | Runda 2                                    |
| Gianni Infantino                           | Szwajcaria                                 | 88                                         | 115                                        |
| Salman Bin Ibrahim Al Khalifa              | Bahrajn                                    | 85                                         | 88                                         |
| Ali bin al-Hussein                         | Jordania                                   | 27                                         | 4                                          |
| Jerome Champagne                           | Francja                                    | 7                                          | 0                                          |
| Tokyo Sexwale                              | Południowa Afryka                          | Wycofał się                                | Wycofał się                                |

### Sekretarze Generalni FIFA
| Lp.  | Sekretarz Generalny               | Federacja  | Kadencja  |
| ---- | --------------------------------- | ---------- | --------- |
| 1.   | Louis Muhlinghaus                 | Belgia     | 1904–1906 |
| 2.   | Cornelis August Wilhelm Hirschman | Holandia   | 1906–1931 |
| 3.   | Dr. Ivo Schricker                 | Niemcy     | 1932–1951 |
| 4.   | Kurt Gassmann                     | Szwajcaria | 1951–1960 |
| 5.   | Dr. Helmut Käser                  | Szwajcaria | 1961–1981 |
| 6.   | Sepp Blatter                      | Szwajcaria | 1981–1998 |
| 7.   | Michel Zen-Ruffinen               | Szwajcaria | 1998–2002 |
| 8.   | Urs Linsi                         | Szwajcaria | 2002–2007 |
| 9.   | Jérôme Valcke                     | Francja    | 2007–2015 |
| p.o. | Markus Kattner                    | Niemcy     | 2015–2016 |
| 10.  | Fatma Samoura                     | Senegal    | 2016–     |

## Odznaczenia
- Order Towarzyszy O. R. Tambo I klasy (2004, Południowa Afryka)[6]